# Maximilian III Joseph xứ Bayern
Maximilian III Joseph (tên đầy đủ: Maximilian III Joseph Karl Johann Leopold Ferdinand Nepomuk Alexander; 28 tháng 3 năm 1727 - 30 tháng 12 năm 1777) được mệnh danh là Người được yêu mến, là một Tuyển đế hầu của Đế quốc La Mã Thần thánh, đồng thời là Công tước cai trị xứ Bayern từ năm 1745 đến khi ông qua đời vào năm 1777. Khi ra đời, Maximilian mang trong mình một thân phận vô cùng cao quý, khi cha và ông ngoại đều là Hoàng đề của Đế quốc La Mã Thần thánh, trong người ông chảy 2 dòng máu của Hoàng tộc Wittelsbach và Hoàng tộc Habsburg.
Maximilian qua đời mà không để lại hậu duệ nam kế vị, nên dòng Bayern của Triều đại Wittelsbach đã tuyệt tự, cái chết của ông dẫn đến Chiến tranh Kế vị Bayern, cuối cùng Tuyển hầu xứ Bayern đã được thừa kế bởi người họ hàng xa của ông là Karl Theodore, Tuyển hầu xứ Pfalz. Năm 1799, Karl Theodor qua đời và cũng không có người thừa kế nam hợp pháp, nên ngai vàng Tuyển hầu xứ Pfalz và Tuyển hầu xứ Bayern lại được thừa kế bởi một người họ hàng xa khác là Maximilian, Công tước xứ Zweibrücken thuộc dòng Pfalz-Birkenfeld, kể từ đó cho đến khi chế độ quân chủ bị bãi bỏ ở Đức vào năm 1918, các vị quân chủ của xứ Bayern đều là hậu duệ của Maximilian xứ Zweibrücken.

## Tiểu sử

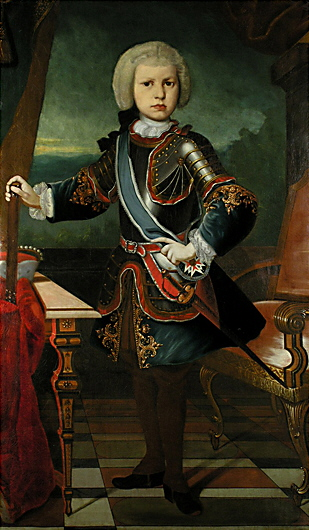
Chân dung Maximilian khi còn là hoàng tử

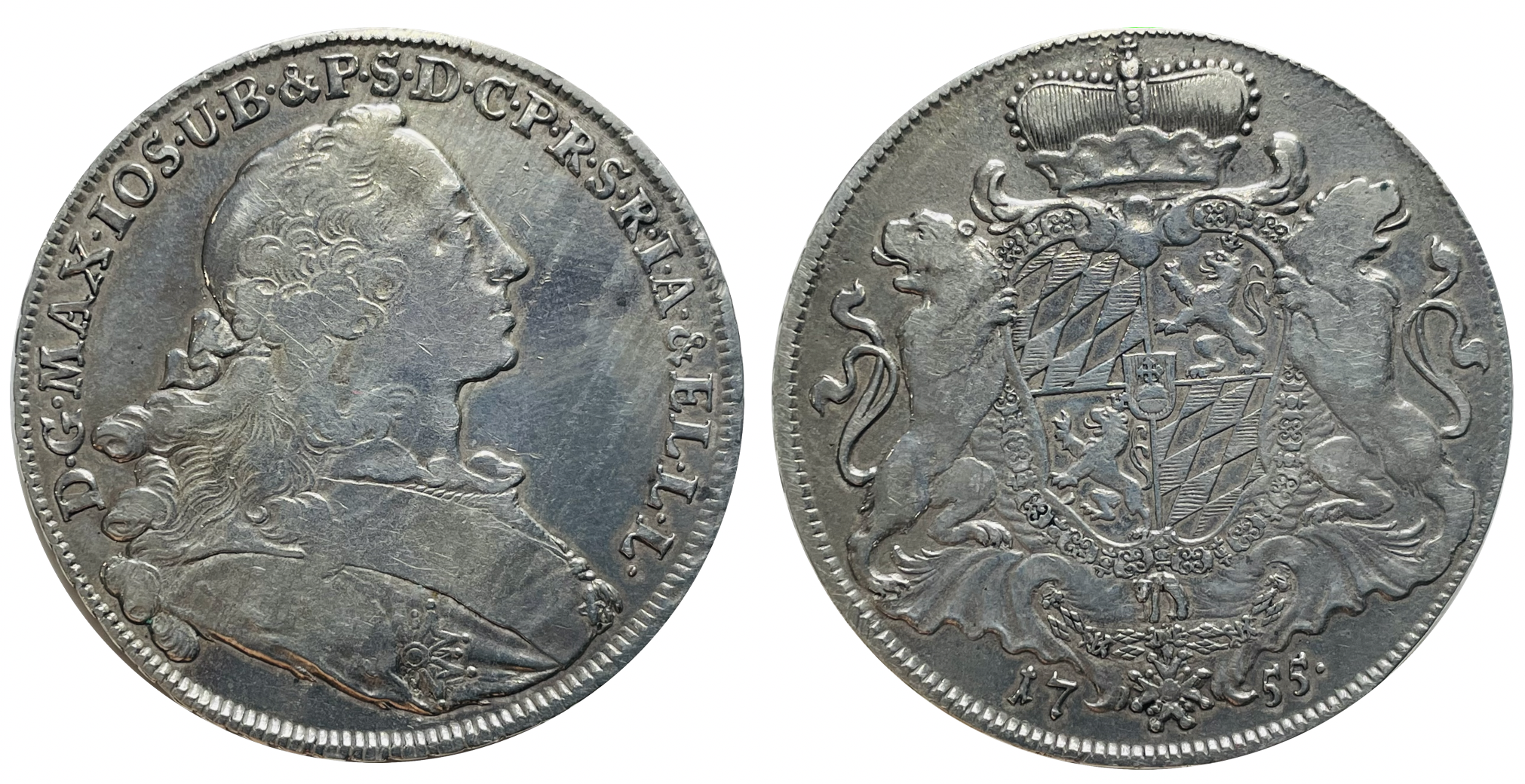
Xu bạc: 1 koventionsthaler của Bayern, với chân dùng của Maximilian III Joseph ở mặt trước, đúc năm 1755

Maximilian được sinh ra tại München, ông là con trai cả của Hoàng đế Karl VII của Đế quốc La Mã Thần thánh, mẹ ông là Maria Amalia của Áo, con gái của Hoàng đế Thánh chế La Mã Joseph I. Năm 1747, Maximilian kết hôn với người chị họ đầu tiên của mình là Maria Anna Sophia của Sachsen, nhưng cuộc hôn nhân này không mang lại cho họ bất kỳ người con thừa kế nào.
Thông qua mẹ mình, ông là cháu ngoại của Joseph I của Thánh chế La Mã và Karl V của Thánh chế La Mã, gọi Leopold I của Thánh chế La Mã là ông cố ngoại. Vì thế, Maria Theresia của Áo trên thực tế là bà ngoại họ của ông dù 2 người chênh nhau chỉ 10 tuổi.

## Thời gian đầu cai trị Bayern
Sau khi cha của Maximilian qua đời vào tháng 01/1745, ông thừa kế ngai vàng của Tuyển hầu quốc Bayern, một đất nước đang trong tình trạng chiến tranh với Đại công quốc Áo (Xem chi tiếc tại Chiến tranh Kế vị Áo). Maximilian Joseph lúc đó ở tuổi 18, đang bị chi phối giữa 2 phái chủ hoà do mẹ ông và tư lệnh quân đội là Friedrich Heinrich von Seckendorff đứng đầu và phái chủ chiến do Bộ trưởng Ngoại giao, tướng Ignaz - Bá tước của Törring và Đặc sứ Pháp Chavigny lãnh đạo. Sau thất bại quyết định trong Trận Pfaffenhofen vào ngày 15/04, Maximilian Joseph nhanh chóng từ bỏ ý định tranh cử ngôi vị Hoàng đế của Thánh chế La Mã, làm hoà với Maria Theresia của Áo thông qua Hiệp ước Füssen, trong đó ở vị trí Tuyển đế hầu của Bayern, ông sẽ bỏ phiếu ủng hộ chồng của Maria Theresia là Đại công tước Francis Stephen của Tuscany lên tiếp nhận ngôi vị Hoàng đế của Đế chế La Mã Thần thánh.

## Liên minh và cân bằng quyền lực với Áo
Trong Chiến tranh Bảy Năm, quân đội của Bayern chiến đầu bên phía Habsburg của Áo. Em gái của Maximilian Joseph là Maria Josepha của Bayern đã kết hôn với con trai của Nữ Đại Công tước Maria Theresia, sau được biết đến là Hoàng đế Joseph II của Thánh chế La Mã. Nhưng sự suy yếu của Vương quốc Phổ đã không mang lại ích lợi gì cho Tuyển hầu quốc Bayern vì quốc gia này là đối trọng duy nhất với Quân chủ Habsburg. Maximilian Joseph đã nỗ lực đưa đất nước của mình tránh khỏi việc bị lôi kéo vào các cuộc chiến tranh. Ngoài lực lượng dân quân, ông chỉ cử một lực lượng nhỏ gồm 4.000 người tham gia vào liên quân với Áo. Vào năm 1758/1759 (chỉ 1,5 năm sau chiến tranh), ông cho rút quân phụ trợ của Bayern ra khỏi liên quân với Áo. Cùng với Tuyển đế hầu Wittelsbach Charles Theodore của Palatinate, ông đã thực thi quyền trung lập trong các cuộc xung đột.

## Cải cách đất nước
Maximilian Joseph là một nhà cai trị tiến bộ và khai sáng, đã có nhiều cải cách để phát triển đất nước. Ông khuyến khích nông nghiệp, công nghiệp, khai thác khoáng sản và bãi bỏ chế độ kiểm duyệt báo chí của Dòng Tên. Năm 1747, Nhà máy sản xuất đồ sứ Nymphenburg được thành lập, bộ luật dân sự "Codex Maximilianeus bavaricus Civilis" được soạn thảo vào năm 1756. Năm 1759, ông cho thành lập Viện Khoa học và Nhân văn Bayern, được xem là viện hàn lâm đầu tiên của München. Trong nạn đói nghiêm trọng xảy ra vào năm 1770, Maximilian đã bán đi một số đồ trang sức để trả tiền nhập khẩu ngũ cốc, giúp giảm nạn đói. Cũng trong năm 1770, ông ban hành một sắc lệnh chống lại sự phung phí của Nhà thờ, điều này đã góp phần kết thục Kỷ nguyên Rococo tại Bayern.

## Qua đời
Tháng 12/1777, Maximilian Joseph đi trên một xe ngựa qua München; trên chuyến đi, khi xe của ông qua tháp đồng hồ, vì cơ chế hoạt động của đồng hồ bị lỗi nên đổ chuông đến 77 lần liên tục. Maximilian cho rằng đây là điểm báo cho sự chấm hết của triều đại mình. Sau đó vài ngày, Maximilian lâm bệnh, đội bác sĩ hoàng gia gồm 15 người không thể nào chẩn đoán ra bệnh. Giáng sinh năm đó, các bác sĩ dựa vào các triệu chứng đã phát hiện ra Maximilian đang mắc phải bệnh Đậu mùa và đây là chủng "purple small pox" rất nguy hiểm ở thời điểm đó.
Vào ngày cuối cùng của tháng 12, ông đã qua đời mà không để lại một người thừa kế nào. Maximilian III Joseph được chôn cất trong hầm mộ của Nhà thờ dòng Theatine ở München.

## Kế vị
Là nhánh cuối cùng của triều đại Wittelbach, bắt nguồn từ Ludwig IV của Thánh chế La Mã và cai trị Bayern từ thế kỷ XIV, cái chết không để lại con cái của Maximilian dẫn đến một cuộc tranh chấp quyền kế vị mà lịch sử gọi là Chiến tranh Kế vị Bayern, tuy ngắn ngủi và ít đổ máu, nhưng sự kiện này đã làm thay đổi sâu sắc cục diện chính trị châu Âu cận đại. Ngai vàng của Tuyển hầu quốc Bayern đã được trao lại cho người em họ xa của Maixmilian, là Tuyển hầu quốc của Palatine Karl Theodore, có nguồn gốc từ nhánh cao cấp của Nhà Wittelsbach.

## Di sản văn hóa
Maximilian III Joseph đã ra lệnh cho François de Cuvilliés xây dựng Nhà hát Cuvilliés theo phong cách rococo lộng lẫy vào năm 1751 và Stone Hall của Cung điện Nymphenburg vào năm 1755. Ông cũng ra lệnh trang trí một số phòng của Cung điện Schleissheim Mới theo phong cách rococo.
Wolfgang Amadeus Mozart được Maximilian III Joseph tiếp đón, người giống như em gái của ông là Maria Antonia xứ Bayern, có năng khiếu về âm nhạc và sáng tác, nhưng do nhu cầu tiết kiệm nghiêm ngặt nên Mozart không thể nhận được một vị trí nào. Năm 1775, La finta giardiniera, một vở opera Ý của Wolfgang Amadeus Mozart, đã được trình diễn lần đầu tiên tại Nhà hát Salvatortheater ở Munich.
Năm 1770, Maximilian III Joseph đã thành lập tiền thân của Học viện Mỹ thuật Munich.